# Колодницький Степан Гілярович
Степан Гілярович Колодницький (нар. 27 березня 1950, м. Підгайці) — український педагог, краєзнавець, громадський діяч, перекладач, колекціонер.

## Життєпис
Народився в м. Підгайці (тепер Тернопільська область, Україна). Прапрадід майже 30 років був бургомістром Підгайців, а дід — радним.
Закінчив Чернівецький університет (1973). Працював учителем української мови в селах Устя-Зелене, Степове. Перший голова осередку НРУ в Підгайцях (1990—1991). Один з ініціаторів відновлення Підгаєцького району, його газифікації. Міський голова Підгайців у 1990—1994 роках.
Вільно володіє польською мовою.

## Доробок
Автор, укладач та упорядник розвідок, статей, зокрема:
- «Підгайці та Підгаєччина»
- статті у регіональних енциклопедичних збірниках «Тернопільський енциклопедичний словник» і «Тернопільщина. Історія міст і сіл»
- Битва гетьмана Петра Дорошенка під Підгайцями 1667 року: передумови, хід та наслідки (історіографічний аспект) [Архівовано 15 вересня 2016 у Wayback Machine.][4]
- путівник «Підгайці»[5]
- Шляхами українських січових стрільців на Підгаєччині [Архівовано 8 серпня 2016 у Wayback Machine.] (спільно з Б. Мельничуком)